# Votorantim
Votorantim este un oraș în São Paulo (SP), Brazilia.